# Bobrowka (Saratow)
Bobrowka (früherer deutscher Name: Niedermonjou oder auch Nieder-Monjou) ist ein Dorf in der russländischen Oblast Saratow, Rajon Marx, das auf eine Wolgadeutsche Siedlung zurückgeht.

## Geschichte
Das Dorf wurde am 7. Juni 1767 am Fluss Lisel (река Лизель) am sogenannten linken Wolgaufer gegründet. Der Ortsname geht auf Johann Wilhelm von Monjou, den zweiten Direktor der Kolonie, zurück, ebenso wie auch der Name der katholischen Kolonie Obermonjou (heute das Dorf Kriwowskoje). Die ersten Siedler stammten aus Hessen, Sachsen, Preußen, und Schwaben und waren vorwiegend evangelischer Konfession. Haupterwerb des Dorfes war Tabakanbau.
Im Zuge der im Land entfesselten antideutschen Propagandakampagne wurde der Ort offiziell in Bobrowka umbenannt, erhielt seinen deutschen Namen aber 1918 im Zuge der Gründung der Wolgadeutsche Republik zurück. Mit der Gründung der autonomen Wolgarepublik wurde Niedermonjou Teil des Kanton Marxstadt. In den Jahren 1920–1923, und wieder 1930–1931 wurden die Wolgakolonien von einer Hungersnot heimgesucht. 
Nach der Deportation der Russlanddeutschen heißt das Dorf seit 1942 Bobrowka.

## Kirchengemeinde
Bis 1905 gehörte Niedermonjou zur 1768 gegründeten Pfarrei Süd-Katharinenstadt, nach 1905 zur Pfarrei Paulskoje. 

## Sehenswürdigkeiten
- Gebäude eines früheren deutschen Gymnasiums, Zentralnahja Str. 36., Baujahr:  1899. Ein Teil des Gebäudes wird für das Dorfpostamt, der andere als ein Kindergarten genutzt.
- Kirchengebäude, heute Dorfbibliothek.

## Personen
- Karl Betz, russisch-deutscher Maler
- David Rosenberger (russisch Давид Гейнрихович Розенбергер; 1896–1956), Politiker und Vorsitzender des Zentralen Exekutivkomitees der ASSR der Wolgadeutschen
- Ewald Rüb (russisch Эвальд Карлович Риб; 1930–2003), russisch-deutscher Schriftsteller und Geiger
- Alexander Schaefer (russisch Александр Соломонович Шефер; 1924–1967), Held der sozialistischen Arbeit, Wolgadeutscher
- Karl Seibel (* 1940), Sowchose-Direktor und Bürgermeister von Kubanka, Region Altai, Wolgadeutscher

## Nachweise
- Heimatbuch 2020, Landsmannschaft der Deutschen aus Russland, Seite 115
- Register der deutschen Siedlungen Russlands
- Eintrag in der Enzyklopädie der Russlanddeutschen